# Found (serie de televisión)
Found es una serie de television de drama criminal y procedimental estadounidense creada por Nkechi Okoro Carroll que se estrenó el 3 de octubre de 2023 por NBC. La serie está protagonizada por Shanola Hampton, que también ejerce como productora. En noviembre de 2023, la serie fue renovada para una segunda temporada que se estrenó el 3 de octubre de 2024. En mayo de 2025, la serie fue cancelada tras dos temporadas.

## Premisa
Gabi Mosley, especialista en recuperación, y su equipo de gestión de crisis trabajan para encontrar a personas desaparecidas que creen que el sistema pasa por alto. Su equipo está formado por expertos que fueron o conocieron a personas secuestradas. Víctima ella misma de un secuestro cuando era niña, Mosley secuestró en secreto al hombre que la raptó (conocido como Sir) y lo mantiene encerrado en su sótano desde que lo encontró hace siete meses, utilizándolo para que le ayude a resolver casos y le dé una oportunidad de redención.

## Reparto
- Shanola Hampton como Gabi Mosely
- Mark-Paul Gosselaar como Hugh «Sir» Evans
- Kelli Williams como Margaret Reed
- Brett Dalton como Mark Trent
- Gabrielle Walsh como Lacey Quinn
- Arlen Escarpeta como Zeke Wallace
- Karan Oberoi como Dhan Rana

## Episodios
| Temporada | Temporada | Episodios | Episodios | Emisión original     | Emisión original    |
| Temporada | Temporada | Episodios | Episodios | Primera emisión      | Última emisión      |
| --------- | --------- | --------- | --------- | -------------------- | ------------------- |
|           | 1         | 13        | 13        | 3 de octubre de 2023 | 16 de enero de 2024 |
|           | 2         | 22        | 22        | 3 de octubre de 2024 | 15 de mayo de 2025  |

### Primera temporada (2023–24)
| N.º en serie | N.º en temp. | Título                        | Dirigido por                | Escrito por          | Fecha de emisión original | Código de prod. | Audiencia (millones) |
| ------------ | ------------ | ----------------------------- | --------------------------- | -------------------- | ------------------------- | --------------- | -------------------- |
| 1            | 1            | «Pilot»                       | DeMane Davis                | Nkechi Okoro Carroll | 3 de octubre de 2023      | T74.10005       | 3.76                 |
| 2            | 2            | «Missing While Sinning»       | DeMane Davis                | Nkechi Okoro Carroll | 10 de octubre de 2023     | T74.10102       | 3.29                 |
| 3            | 3            | «Missing While Widowed»       | Nikhil Paniz                | Cameron Johnson      | 17 de octubre de 2023     | T74.10103       | 3.28                 |
| 4            | 4            | «Missing While a Pawn»        | Eif Rivera                  | Zoe Marshall         | 24 de octubre de 2023     | T74.10104       | 3.22                 |
| 5            | 5            | «Missing While Undocumented»  | Jessika Borsiczky           | Michael G. Peterson  | 31 de octubre de 2023     | T74.10105       | 2.82                 |
| 6            | 6            | «Missing While Addicted»      | Nikhil Paniz                | Jennifer A. King     | 7 de noviembre de 2023    | T74.10106       | 2.80                 |
| 7            | 7            | «Missing While Indigenous»    | Christine Swanson           | Nikita DeMare        | 14 de noviembre de 2023   | T74.10107       | 3.32                 |
| 8            | 8            | «Missing While Homeless»      | Chad Lowe                   | Sonay Hoffman        | 21 de noviembre de 2023   | T74.10108       | 3.04                 |
| 9            | 9            | «Missing While Scamming»      | Charissa Sanjarernsuithikul | Cameron Johnson      | 28 de noviembre de 2023   | T74.10109       | 3.27                 |
| 10           | 10           | «Missing While Indoctrinated» | Keesha Sharp                | Zoe Marshall         | 5 de diciembre de 2023    | T74.10110       | 2.96                 |
| 11           | 11           | «Missing While Interracial»   | Michael Schultz             | Michael G. Peterson  | 12 de diciembre de 2023   | T74.10111       | 3.42                 |
| 12           | 12           | «Missing While Eccentric»     | David McWhirter             | Sonay Hoffman        | 9 de enero de 2024        | T74.10112       | 2.42                 |
| 13           | 13           | «Missing While Forgotten»     | Nikhil Paniz                | Nkechi Okoro Carroll | 16 de enero de 2024       | T74.10113       | 2.30                 |

### Segunda temporada (2024–25)
| N.º en serie | N.º en temp. | Título                         | Dirigido por                | Escrito por                          | Fecha de emisión original | Código de prod. | Audiencia (millones) |
| ------------ | ------------ | ------------------------------ | --------------------------- | ------------------------------------ | ------------------------- | --------------- | -------------------- |
| 14           | 1            | «Missing While Bait»           | Nikhil Paniz                | Nkechi Okoro Carroll                 | 3 de octubre de 2024      | T74.10201       | 2.51                 |
| 15           | 2            | «Missing While Difficult»      | Crystle Roberson Dorsey     | Jennifer A. King                     | 10 de octubre de 2024     | T74.10202       | 2.40                 |
| 16           | 3            | «Missing While Lonely»         | Michael Schultz             | Cameron Johnson                      | 17 de octubre de 2024     | T74.10203       | 2.01                 |
| 17           | 4            | «Missing While Perfect»        | Kevin Berlandi              | Sonay Hoffman                        | 24 de octubre de 2024     | T74.10204       | 2.12                 |
| 18           | 5            | «Missing While Presumed Dead»  | Elizabeth Allen Rosenbaum   | Niceole R. Levy                      | 31 de octubre de 2024     | T74.10205       | 2.25                 |
| 19           | 6            | «Missing While Gabi Mosely»    | Keesha Sharp                | Michael G. Peterson                  | 7 de noviembre de 2024    | T74.10206       | 1.93                 |
| 20           | 7            | «Missing While Hated»          | Sudz Sutherland             | Charli Engelhorn                     | 14 de noviembre de 2024   | T74.10207       | 1.97                 |
| 21           | 8            | «Missing While Haunted»        | Kristin Windell             | Nikita DeMare                        | 21 de noviembre de 2024   | T74.10208       | 2.27                 |
| 22           | 9            | «Missing While Targeted»       | Charissa Sanjarernsuithikul | David Feige                          | 16 de enero de 2025       | T74.10209       | 2.52                 |
| 23           | 10           | «Missing While Outed»          | Rob Hardy                   | Troy Kelly                           | 23 de enero de 2025       | T74.10210       | 2.71                 |
| 24           | 11           | «Missing While Misunderstood»  | David McWhirter             | Nkechi Okoro Carroll                 | 30 de enero de 2025       | T74.10211       | 2.17                 |
| 25           | 12           | «Missing While Misidentified»  | Nikhil Paniz                | Sonay Hoffman                        | 13 de febrero de 2025     | T74.10212       | 2.19                 |
| 26           | 13           | «Missing While Grieving»       | Kelli Williams              | Jennifer A. King                     | 20 de febrero de 2025     | T74.10213       | 2.29                 |
| 27           | 14           | «Missing While Matched»        | Anthony Hardwick            | Niceole R. Levy                      | 27 de febrero de 2025     | T74.10214       | 2.12                 |
| 28           | 15           | «Missing While Seeking Asylum» | Michael Schultz             | Michael G. Peterson                  | 13 de marzo de 2025       | T74.10215       | 2.16                 |
| 29           | 16           | «Missing While Witnessed»      | Keesha Sharp                | Nikita DeMare                        | 20 de marzo de 2025       | T74.10216       | 2.40                 |
| 30           | 17           | «Missing While Manipulated»    | Mark-Paul Gosselaar         | Charli Engelhorn                     | 3 de abril de 2025        | T74.10217       | 1.94                 |
| 31           | 18           | «Missing While Heather»        | David McWhirter             | David Feige                          | 10 de abril de 2025       | T74.10218       | 2.10                 |
| 32           | 19           | «Missing While a Casualty»     | Jes Macallan                | Troy Kelly                           | 14 de abril de 2025       | T74.10219       | 2.24                 |
| 33           | 20           | «Missing While Independent»    | Nikhil Paniz                | Sonay Hoffman                        | 1 de mayo de 2025         | T74.10220       | 2.07                 |
| 34           | 21           | «Missing While a Family»       | DeMane Davis                | Michael G. Peterson y Jeremy Powell  | 8 de mayo de 2025         | T74.10221       | 2.20                 |
| 35           | 22           | «Missing While Dying»          | Nikhil Paniz                | Nkechi Okoro Carroll y Brianna Adams | 15 de mayo de 2025        | T74.10222       | 2.21                 |

## Producción

### Desarrollo
El 23 de agosto de 2019, se anunció que ABC había dado un piloto de ventas a Found. En enero de 2022, la serie recibió una orden de piloto por parte de NBC. Más tarde, en abril de 2022, se anunció que DeMane Davis dirigiría el piloto. El 20 de julio de 2022, se anunció que NBC había ordenado la serie. El 29 de noviembre de 2023, NBC renovó la serie para una segunda temporada. El 9 de mayo de 2025, NBC canceló la serie tras dos temporadas.

### Casting
El 2 de marzo de 2022, se anunció que Shanola Hampton protagonizaría el piloto en el papel de Gabi Mosely. El 29 de abril de 2022, Mark-Paul Gosselaar fue elegido para el piloto en el papel de Sir. El 18 de mayo de 2022, Kelli Williams se unió al reparto del piloto. El 20 de julio de 2022, se anunció la incorporación al reparto de Arlen Escarpeta, Brett Dalton, Gabrielle Walsh y Karan Oberoi.

### Rodaje
Una vez que se dio luz verde a la serie, el resto de la primera temporada comenzó a rodarse en octubre de 2022 y finalizó en marzo de 2023.

## Lanzamiento
Found se estrenó en NBC el 3 de octubre de 2023. Su estreno estaba previsto inicialmente para el 19 de febrero de 2023. Antes de su estreno, la serie se proyectó por primera vez el 17 de junio de 2023 en el Festival Estadounidense de Cine Negro. El episodio piloto se estrenó mundialmente el 23 de septiembre de 2023 en el Festival de Cine de Boston. La segunda temporada se estrenó el 3 de octubre de 2024.

## Recepción

### Respuesta crítica
En Rotten Tomatoes la serie tiene un índice de aprobación del 67%, basado en 6 reseñas, con una calificación promedio de 8/10. En Metacritic, tiene puntaje promedio ponderado de 49 sobre 100, basada en 6 reseñas, lo que indica «reseñas mixtas o medias».

### Audiencia
| Temporada | Horario (ET)       | Episodios | Primera emisión      | Primera emisión      | Última emisión      | Última emisión       | Prom. de espectadores (millones) |
| Temporada | Horario (ET)       | Episodios | Fecha                | Audiencia (millones) | Fecha               | Audiencia (millones) | Prom. de espectadores (millones) |
| --------- | ------------------ | --------- | -------------------- | -------------------- | ------------------- | -------------------- | -------------------------------- |
| 1         | martes 10:00 p. m. | 13        | 3 de octubre de 2023 | 3.76                 | 16 de enero de 2024 | 2.30                 | 4.99                             |
| 2         | jueves 10:00 p. m. | 22        | 3 de octubre de 2024 | 2.51                 | 15 de mayo de 2025  | 2.21                 | —                                |